# Krzysztof Izdebski-Cruz
Krzysztof Izdebski-Cruz (Kriz Cruz), właściwie Krzysztof Izdebski (ur. 8 maja 1966 w Toruniu) – polski malarz współczesny, posługujący się tradycyjnym warsztatem malarskim.

## Życiorys
Absolwent Państwowego Liceum Sztuk Plastycznych w Bydgoszczy, które ukończył w 1988 r. Akademię Sztuk Pięknych w Gdańsku ukończył dyplomem w 1999 r. na wydziale malarstwa i grafiki. W latach 1996–1998 współwydawca kwartalnika o sztuce „PROJEKT”, od 1999 r. do 2006 r. prezes Okręgu Gdańskiego Związku Polskich Artystów Plastyków, a od 2004 r. do 2007 r. prezes Pomorskiego Towarzystwa Zachęty Sztuk Pięknych.
W latach 1996–2006 odtworzył (zaginione w czasie drugiej wojny światowej) wielkoformatowe, historyczne dzieła sztuki malarskiej z gdańskiego Dworu Artusa m.in. „Sąd Ostateczny” Antoniego Möllera z 1602/1603 r. oraz „Orfeusz wśród zwierząt” Vredemana de Vries z 1594 r.
Odtworzenia Krzysztofa Izdebskiego są stałą częścią wystroju wielkiej Hali Dworu Artusa w Gdańsku. W latach 2005–2007 pełnił funkcję wicedyrektora Muzeum Narodowego w Gdańsku.
Jest pomysłodawcą cyklu wystaw „Ocalić od zapomnienia” upamiętniających twórczość nieżyjących, wybitnych artystów Wybrzeża. Jako ówczesny prezes Okręgu ZPAP w Gdańsku był inicjatorem powołania „Nagrody im. Kazimierza Ostrowskiego”. Od 2015 r. jest honorowym członkiem Kapituły Nagrody.
W latach 2010–2015 był członkiem władz głównych Związku Polskich Artystów Plastyków w Warszawie. Mieszka i pracuje w Sopocie i Gdańsku.

## Twórczość
Prace wykonuje w technice olejnej, pastelu oraz metalowego sztyftu. Najczęściej podejmuje tematy klasyczne, alegoryczne, czasami symboliczne. W swoich pracach programowo prowadzi dialog z pracami artystów historycznych, najczęściej polemiczny, nierzadko włączając elementy ironiczne. Artysta antydatuje swe obrazy o 100 lat, pomijając, jak twierdzi symbolicznie, ostatnie stulecie jako czas stracony dla sztuki.

## Odznaczenia i nagrody
- W 2005 r. otrzymał z rąk Ministra Kultury i Dziedzictwa Narodowego odznakę „Zasłużony Działacz Kultury”.
- W 2007 r. został nominowany do Pomorskiej Nagrody Artystycznej (za rok 2006) za wystawę „Nowi Dawni Mistrzowie/New Old Masters”, której był pomysłodawcą, współorganizatorem i uczestnikiem[6].
- W 2014 r. odznaczony przez Ministra Kultury i Dziedzictwa Narodowego Brązowym Medalem „Zasłużony Kulturze Gloria Artis”[7]
- W listopadzie 2015 r. otrzymał Nagrodę Specjalną Marszałka Województwa Pomorskiego za konsekwencję w posługiwaniu się tradycyjnym warsztatem malarskim i utrzymaniem w swojej twórczości klasycznych rozwiązań kanonu piękna[8].